# Extraterrestrial: Sie kommen nicht in Frieden
Extraterrestrial: Sie kommen nicht in Frieden ist ein amerikanischer Horrorfilm aus dem Jahr 2014.

## Handlung
Der Film beginnt damit, wie eine Frau in Panik, die in einer Telefonzelle Zuflucht gesucht hatte, von einem Lichtstrahl in den Himmel gesaugt wird.
Alex und ihr Freund Kyle planen ein Wochenende in der abgelegenen Berghütte von Aprils Eltern. Dazu hat Kyle ihre Freunde Melanie, Seth und dessen Freundin Lex eingeladen. Auf dem Weg zur Hütte zündet Seth im Auto Feuerwerk und zieht so die Aufmerksamkeit von Sheriff Murphy auf die Gruppe. Der hält das Fahrzeug an und warnt die Gruppe, keine Dummheiten anzustellen, in der jüngeren Vergangenheit sei es ohnehin schon zu merkwürdigen Vorfällen gekommen. In der Hütte angekommen beginnen die jungen Leute mit Alkohol und Marihuana, das sie von der nahegelegenen Farm von Travis, einem Freund von Aprils Eltern, erhalten haben, zu feiern. Später macht Kyle April einen Heiratsantrag, den sie jedoch ablehnt und ihn damit tief verletzt.
Am Abend bemerken sie ein leuchtendes Objekt, das im Wald abstürzt. Sie wollen den Opfern des vermeintlichen Flugzeugabsturzes zu Hilfe eilen. An der Absturzstelle angekommen, müssen die Freunde jedoch feststellen, dass es sich keineswegs um ein Flugzeug, sondern vielmehr um ein abgestürztes UFO handelt. Von dem Wrack führen eindeutig nichtmenschliche Fußspuren in den Wald. Zurück in ihrer Hütte diskutieren die Freunde über das weitere Vorgehen nach der unglaublichen Entdeckung. Als der Strom ausfällt und April eines der Aliens erschießt, ist bald der Konsens gefunden, die Hütte schnellstmöglich zu verlassen. Die einzige Straße wird jedoch durch einen abgetrennten und umgestürzten Baum versperrt. Dann erscheint plötzlich ein weiteres UFO, saugt Lex in einem Lichtstrahl in sein Inneres und zerstört das Auto. In Panik fliehen die verbleibenden Vier blindlings in den Wald. Zufällig finden sie Travis’ Farm wieder, der ihnen Unterschlupf bietet und ihnen seine Theorie mitteilt: Seit dem Roswell-Zwischenfall hat die US-Regierung mit den Außerirdischen eine Art Vertrag, wonach diese die Erde in Gänze unbehelligt lassen, solange die Menschheit sie nicht bei ihren Experimenten stört, deren Spuren die Regierung dann beseitige. Diesen Vertrag habe April gebrochen, indem sie einen Außerirdischen erschossen hat, sodass diese nun auf Rache aus seien. Per Radar merken sie dann, wie ein UFO in der Nähe landet. Die Gruppe um April flieht, während sich Travis dem Kampf stellt, in dem er jedoch getötet oder entführt wird.
Zurück in ihrer Hütte verbarrikadieren sich die Freunde. Sheriff Murphy und Deputy Mitchell begehren später Einlass, Seth schießt jedoch auf sie, da er sie für Aliens hält. Daraufhin versuchen die Freunde, die Beamten vom Erlebten zu überzeugen. Diese bleiben jedoch skeptisch und nehmen Seth fest. Erst nachdem Murphy in der Scheune einen der Aliens fast erschießt und den getöteten Hund von Melanie findet, glaubt er Seth und gibt den Aliens die Schuld am Verschwinden seiner Frau. Zurück im Polizeiauto, wo Seth von Mitchell festgehalten wird, taucht einer der Aliens auf und zwingt Murphy per Gedankenkontrolle zunächst Mitchell und sodann sich selbst zu erschießen. Seth kann entkommen. Er verliert jedoch die Nerven, trennt sich von seinen Freunden und versucht zu Fuß, einen sicheren Ort zu erreichen. Im Wald wird er von einem Alien angegriffen und in das Raumschiff entführt.
Die verbleibenden Drei werden sodann in der Hütte angegriffen. Melanie und April werden von Kyle zu ihrem eigenen Schutze im Keller eingesperrt, während er sich opfert und die Aliens im Obergeschoss ablenkt. Dabei wird er gestellt und entführt. Unterdessen hat sich Melanie im Keller mit einer Überdosis Beruhigungstabletten selbst umgebracht, um einer Entführung zu entgehen. April ist nun entschlossen, sich selbst den Aliens zu stellen, doch entfernt sich das Schiff gerade. Als sie feststellt, dass Kyle entführt wurde, erregt sie mittels Feuerwerk deren Aufmerksamkeit und bringt sie so zur Rückkehr. Sie wird dann mit dem Lichtstrahl in das Schiff gesaugt. Dort findet sie sich und andere Menschen in einer Art Kokon wieder. Die anderen sind jedoch alle tot. In einem anderen Teil des Schiffes werden an Seth mit einer Art Roboter medizinische Experimente durchgeführt. Bei einer Rektaluntersuchung stirbt er. Unterdessen hat April Kyle gefunden und konnte ihn wiederbeleben. Sie werden von den Aliens aber entdeckt.
In der nächsten Szene erwachen April und Kyle scheinbar friedlich und gerettet im Wald. Auf ihrem Weg aus dem Wald begegnen sie Soldaten und US-Agenten, von denen beide erschossen werden. Im Sterben liegend gibt April Kyle den Verlobungsring, der ihn ihr an den Finger steckt. Beide werden sodann durch Kopfschüsse endgültig getötet und verbrannt, während die US-Agenten sicherstellen, dass es keine weiteren Zeugen oder Beweise für den Zwischenfall gibt.

## Veröffentlichung
Das Budget lag bei geschätzten 3 Millionen US-Dollar. Am 18. April 2014 feierte der Film beim Tribeca Film Festival seine Premiere. Am 12. Mai 2014 wurde er auf Blu-Ray und DVD veröffentlicht.

## Kritik
Die Kritiken fielen weitgehend negativ aus. IndieWire gab dem Film ein C- und bezeichnete ihn als Beispiel, wie „man einen Horrorfilm nicht macht“. Die Horrorfilm-Fanmedien Fangoria und Bloody Disgusting bemängelten beide, dass sich der Film zu sehr abgenutzter Klischees bediene. Oliver Armknecht von film-rezensionen.de schrieb: „Der Überlebenskampf einer Gruppe Jugendlicher gegen mysteriöse Außerirdische steckt so voller Klischees und bekannter Mechanismen, dass man ihn im Anschluss gleich wieder vergisst. Das ist oft effektiv und zum Schluss sogar verstörend, ansonsten ist „Extraterrestrial“ aber komplett austauschbar.“
Im Gegensatz dazu übte Den of Geek eine eher positive Kritik, indem dem Film bescheinigt wurde, „clevere visuelle Effekte zu haben, die gelegentlich von seiner Mittelmäßigkeit ablenken können“.